# Фрикен, Пётр Александрович
Пётр Александрович Фрикен (1880—1944) — русский, советский инженер, один из пионеров производства оптического стекла в России, первый «красный директор» Императорского (впоследствии - Ленинградского) фарфорового завода, организатор производства знаменитого «агитационного фарфора».

## Биография
Родился 18 сентября 1880 года[по какому календарю?] в старинной дворянской семье фон Фрикенов. Его дед Фёдор Карлович фон Фрикен. Отец — Александр Фёдорович — крестник Аракчеева, мировой посредник 1-го участка Демянского уезда Новгородской губернии вторым браком был женат на бывшей дворовой девушке Александре Тимофеевне Харламовой, родившей ему 8 детей. При поддержке родственников ему удалось передать детям фамилию и отчество, но без права дворянства, поэтому приставка «фон» у потомков Александра Фрикена отсутствовала и, вполне вероятно это обстоятельство в 20—30 годы XX века спасло Петру Александровичу жизнь.
До 1896 года Пётр Фрикен учился в Императорской Николаевской Царскосельской гимназии, в сентябре 1896 года из-за переезда семьи перешёл в 6-ю Санкт-Петербургскую гимназию, которую окончил в 1901 году с золотой медалью. В 1902 году он поступил на металлургическое отделение (химический отдел) только что открытого Санкт-Петербургского Политехнического института. После окончания вуза в 1908 году приступил к работе преподавателем в Приюте Принца Ольденбургского, работал управляющим мыловаренного и парфюмерного завода под Санкт-Петербургом, служил чиновником в Польше и Киеве, в 1912—1915 годах преподавал в 2-м Коммерческом училище в Екатеринославе.
В 1914 году сразу после начала Первой мировой войны в России стало остро ощущаться отсутствие оптических стёкол для изготовления приборов военного назначения, прежде всего, для нужд артиллерии. Собственного производства подобной продукции в стране не было, а возможности союзников с трудом покрывали собственные нужды (до войны в России использовалась оптика производства немецкой фирмы «Carl Zeiss»). В связи с этим было принято решение наладить выпуск оптических стекол на Императорском фарфоровом и стеклянном заводе (их объединили в 1890 году). Для решения поставленной задачи из Екатеринослава и был пригашён молодой учёный Пётр Фрикен. Прежде чем получить качественную продукцию было проведено 185 пробных варок стекла, использовано множество новых приспособлений и технологических решений. В частности, по предложению Фрикена дровяные печи заменили на нефтяные. В мае 1916 года были получены первые полтора пуда оптического стекла, в июне — ещё девять, в августе — двадцать три; при необходимых 200 в год. К осени 1916 года потребности в отечественном оптическом стекле были успешно решены, а Фрикен был награждён орденом Святого Станислава 3-й степени.
После Октябрьского переворота завод был национализирован и стал называться Государственным Фарфоровым и Стекольным Заводом (ГФиСЗ); 6 июня 1918 года П. А. Фрикен был избран директором завода и в этой должности проработал пять лет. Уже в 1919 году руководство Наркомпроса констатировало, что завод впервые в своей истории вышел из убытков и покрывает расходы по своему содержанию — завод, пожалуй, единственный в РСФСР, был снят с государственного содержания. В конце 1923 года по состоянию здоровья (туберкулёз) Петр Александрович Фрикен был вынужден с завода уволиться.
В последующие годы занимался научной и преподавательской работой. С 1931 года — доцент и заведующий кафедрой технологии химической промышленности Инженерно-экономического института (ЛИЭИ); заведующий кафедрой Промышленной академии лёгкой промышленности и декан химического факультета академии; был доцентом кафедры общей технологии и аппаратуры Ленинградского технологического института.
С августа 1941 года находился в эвакуации в Оренбурге, где до 1944 года преподавал в пединституте. Вернулся в Ленинград сразу же после снятия блокады и приступил к работе в Инженерно-экономическом институте. Осенью заболел крупозным воспалением лёгких и 7 ноября 1944 года скончался. Похоронен на Волковском кладбище.